# Policijski varnostni zbor
Policijski varnostni zbor je bila policijsko-orožniška formacija, ki je delovala na področju Ljubljane (oz. celotne Ljubljanske pokrajine) v sestavi Slovenskega domobranstva med drugo svetovno vojno.

## Zgodovina
Zbor je bil ustanovljen 28. oktobra 1943 na ukaz Lovra Hacina, predvojnega direktorja Ljubljanske policije. 

## Sestava
Ljubljana
- Policijska stotnija 1

- 9 policijskih postaj
- politična policija
- konjeniški oddelek
- prometni oddelek
- policijski zapori
- policijska ekspozitura na glavnem kolodvoru

Logatec
- Policijska stotnija 2

Novo mesto
- Policijska stotnija 3

Kočevje
- Policijska stotnija 4

Črnomelj
- Policijska stotnija 5

## Pripadniki
Poveljniki
- podpolkovnik Stanko Palčič